# WrestleMania I
WrestleMania (cronológicamente llamada WrestleMania I) fue la primera edición de WrestleMania, un evento pago por visión de lucha libre profesional producido por la World Wrestling Federation (WWF). Tuvo lugar el 31 de marzo de 1985 desde el Madison Square Garden en Nueva York, Nueva York. Este evento fue el primero en la historia de la entonces WWF, por lo que para promocionarlo Mr. McMahon realizó publicidad en cadenas televisivas como MTV y durante el evento aparecieron importantes celebridades como Muhammad Ali, Liberace y Cyndi Lauper.
WrestleMania contó con nueve combates y el combate principal fue Hulk Hogan & Mr. T versus Roddy Piper & Paul Orndorff. Además, durante el evento se defendieron tres campeonatos: Leilani Kai contra Wendi Richter por el Campeonato Femenino de la WWF, The U.S. Express (Mike Rotundo & Barry Windham) contra Nikolai Volkoff & The Iron Sheik por el Campeonato en Parejas de la WWF, y Greg Valentine contra The Junkyard Dog por el Campeonato Intercontinental de la WWF.

## Producción
El escenario de este acontecimiento fue el Madison Square Garden en Nueva York y registró una asistencia de público de 19.121 personas. Adicionalmente, más de un millón de personas siguieron el evento a través del circuito cerrado de televisión, el más masivo en la historia de Estados Unidos hasta esa fecha. Un desperfecto técnico provocó el fin anticipado de la transmisión en el Civic Arena en la ciudad de Pittsburgh. Para compensar a los fanáticos molestos, WrestleMania se emitió nuevamente dos semanas después, pero esta vez en un canal de televisión local.
Gene Okerlund, entrevistador de la compañía, cantó «The Star-Spangled Banner», mientras que Gorilla Monsoon y Jesse Ventura fueron los encargados de relatar y comentar el evento. Okerlund además realizó entrevistas tras bastidores y Alfred Hayes realizó entrevistas cerca de la entrada a los vestidores. Howard Finkel fue el anunciador del ring. Para abrir el evento se utilizó una parte instrumental del tema «Easy Lover», de Phil Collins y Philip Bailey, mientras que para cerrarlo se usó «Axel F» de Harold Faltermeyer. Dentro de las celebridades invitadas y en el público se encontraban Billy Martin, Cyndi Lauper, Mr. T, Muhammad Ali y Liberace acompañado por Las Rockettes.

## Antecedentes
Durante los años 1980, la principal competencia de la World Wrestling Federation (WWF) de Vince McMahon era la Jim Crockett Promotions. McMahon contrarrestó el exitoso evento de pago por visión de Jim Crockett, Starrcade —el cual comenzó a ser emitido en 1983—, y creó la franquicia WrestleMania.

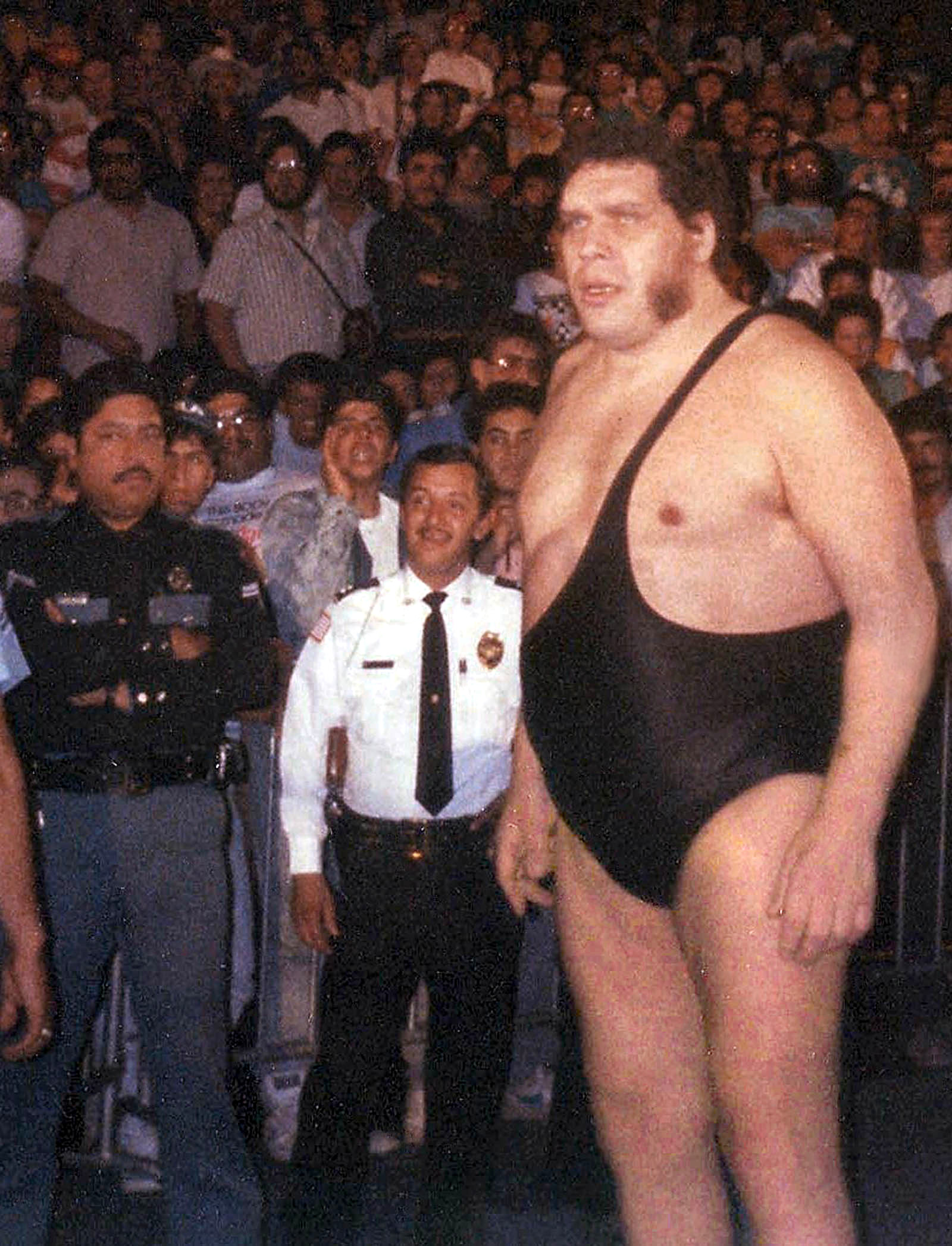
Andre the Giant (en la imagen) y Big John Studd tuvieron una larga rivalidad que culminó con un combate en la edición inaugural de WrestleMania.

Vince McMahon promocionó el primer WrestleMania junto a la cadena MTV. Además, varias celebridades como Muhammad Ali, Liberace y Cyndi Lauper participaron activamente de la promoción y fueron parte del show. La WWF emitió dos especiales de lucha libre profesional en MTV. El primero de estos fue The Brawl to End it All, emitido el 23 de julio de 1984, en donde se mostró una lucha desde el Madison Square Garden. Wendi Richter derrotó a The Fabulous Moolah y ganó el Campeonato Femenino de la WWF, con Cyndi Lauper acompañándola al cuadrilátero como su mánager. En The War to Settle the Score, transmitido el 18 de febrero de 1985, Leilani Kai, acompañada por Moolah, derrotó a Richter, acompañada nuevamente por Lauper, y ganó el Campeonato Femenino de la WWF. Esta situación llevó a un tercer combate que se pactó para WrestleMania, esta vez con Kai defendiendo el campeonato frente a Ritcher, siendo acompañadas por Moolah y Lauper, respectivamente.
Durante el primer WrestleMania se defendieron otros dos campeonatos: el Campeonato Intercontinental de la WWF y el Campeonato en Parejas de la WWF. Antes del evento, Greg Valentine tuvo un feudo con Tito Santana en torno al primer campeonato. Valentine derrotó a Santana el 24 de septiembre de 1984 y ganó el Campeonato Intercontinental. Por otro lado, Mike Rotundo y Barry Windham ganaron el Campeonato en Parejas de la WWF tan sólo tres meses antes de WrestleMania, al derrotar a Adrian Adonis y Dick Murdoch.
Big John Studd inició previo al evento un feudo con Andre the Giant para proclamar al «verdadero gigante de la lucha libre». Durante los primeros años de la década de 1980, Andre y Studd protagonizaron luchas en distintas partes del mundo tratando de determinar al merecedor de aquel apodo. En diciembre de 1984, Studd agitó aún más las cosas cuando, con la ayuda de Ken Patera, incapacitó a Andre y procedió a cortarle el cabello. Tras vengarse de Patera, Andre volvió su atención a Studd, quien lo retó a un Body Slam Match para la primera edición de WrestleMania.
En los meses anteriores al evento, Roddy Piper realizó un segmento de conversación en los programas televisivos de la WWF, denominado Piper's Pit. En uno de sus episodios, Piper golpeó a Jimmy Snuka en la cabeza con un coco, de modo que se inició una rivalidad o feudo entre ambos. Como parte de la historia, Piper reclutó a Bob Orton como su guardaespaldas. Luego, en otro episodio de Piper's Pit, Roddy habló en contra de la creciente agrupación Rock 'n' Wrestling connection, lo que llevó a una confrontación con Hulk Hogan. En febrero de 1985, ambos se enfrentaron a The War to Settle the Score, donde Hogan ganó por descalificación debido a una intervención por parte de Paul Orndorff y Mr. T. Esta rivalidad llevó a un combate en parejas que sería el evento estelar de WrestleMania.
Como parte de la campaña para promocionar el evento, Hulk Hogan realizó una aparición en Hot Properties cuatro días antes de WrestleMania, donde aplicó una chinlock al conductor del programa Richard Belzer, la cual corta el flujo de la sangre hacia el cerebro. Como resultado, Belzer cayó al piso inconsciente, golpeándose y sangrando profusamente. Se requirió de ocho puntos para cerrar la herida que dejó este incidente. Belzer demandó a Hogan por 5 millones de dólares, pero finalmente desistió de continuar el proceso judicial.

## Evento

### Resultados

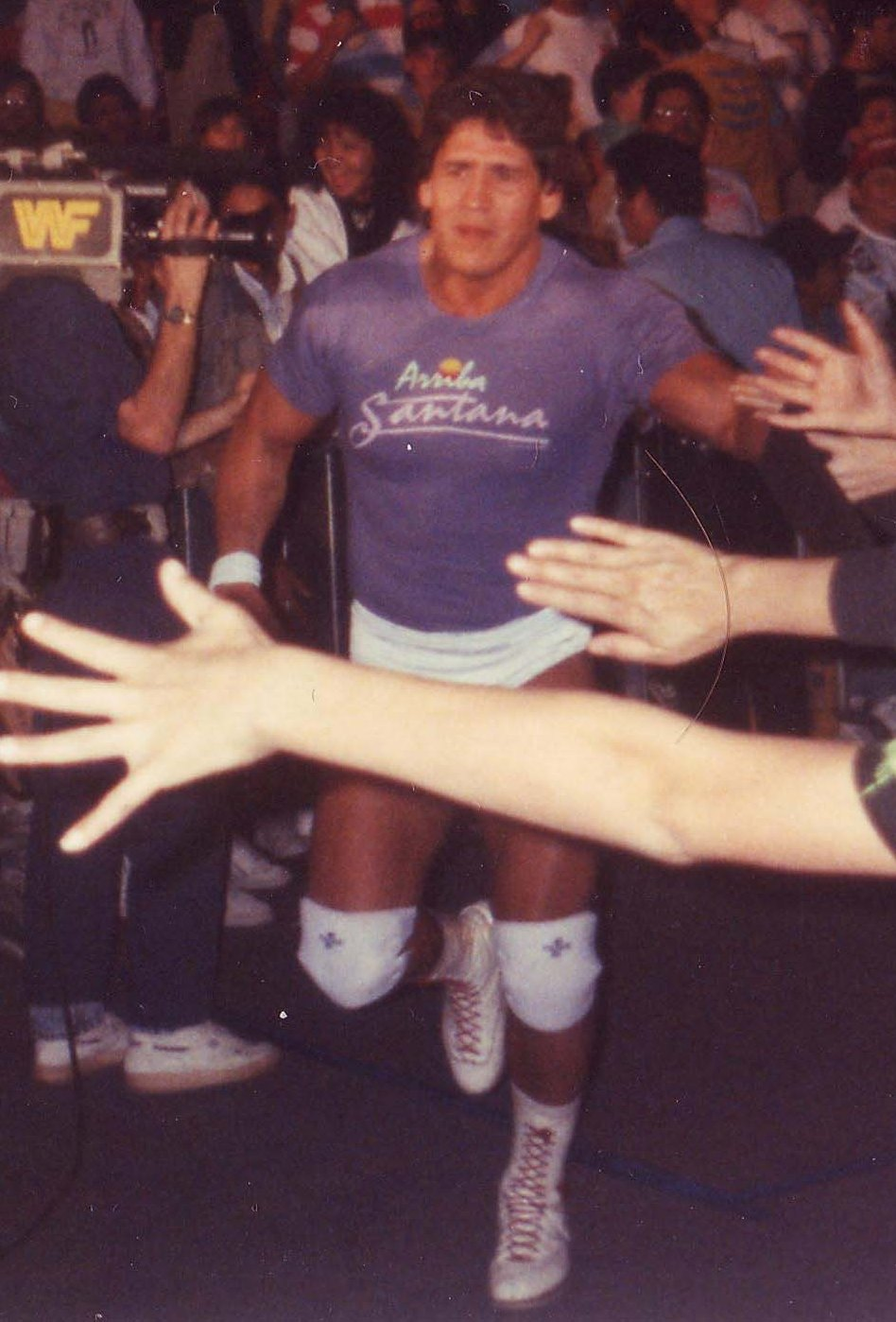
Tito Santana, quien protagonizó y ganó el primer combate en la historia de WrestleMania.

En paréntesis se indica el tiempo de cada combate:
- Tito Santana derrotó a The Executioner (4:50)[1]
  - Santana forzó a The Executioner a rendirse con una «Figure Four Leglock».[1]
  - Este fue el primer combate en la historia de WrestleMania.

- King Kong Bundy (con Jimmy Hart) derrotó a Special Delivery Jones (0:24)[1][16]
  - Bundy cubrió a Jones después de un «Big Splash».[1]

- Ricky Steamboat derrotó a Matt Borne (4:37)[3]
  - Steamboat cubrió a Borne después de un «Diving Crossbody».[3]

- David Sammartino (con Bruno Sammartino) y Brutus Beefcake (con Johnny Valiant) finalizaron en una doble descalificación (12:43)[3]
  - Sammartino y Beefcake fueron descalificados cuando Valiant atacó a David fuera del ring, lo que provocó a Bruno a responder y terminó con los cuatro hombres luchando dentro del cuadrilátero.[3]

- The Junkyard Dog derrotó al Campeón Intercontinental de la WWF Greg Valentine (con Jimmy Hart) por cuenta fuera (7:05)[3]
  - Valentine permaneció intencionalmente fuera del ring hasta agotar la cuenta de 10.[3]
  - Originalmente, Valentine cubrió a The Junkard Dog con un «Roll-up» ayudado con las cuerdas, pero Tito Santana advirtió al árbitro sobre su error, reiniciando el combate.[3]
  - Como resultado, Valentine retuvo el Campeonato Intercontinental.[Nota 1]

- Nikolai Volkoff & The Iron Sheik (con Classy Freddie Blassie) derrotaron a The U.S. Express (Mike Rotundo & Barry Windham) (con Captain Lou Albano) y ganaron el Campeonato en Parejas de la WWF (6:55)[3]
  - Volkoff cubrió a Windham después de que Sheik lo golpeó con el bastón de Blassie.[3]

- Andre the Giant derrotó a Big John Studd (con Bobby Heenan) en un «Body Slam» match (5:53)[2]
  - Andre ganó al aplicar un «Body Slam». Como consecuencia, Andre ganó $15 000 dólares que Studd le había apostado.[2]
  - Si Andre perdía, debía retirarse de la lucha libre profesional.[2]
  - Tras el combate, Andre empezó a lanzar el dinero hacia el público, pero Heenan le quitó y robó el maletín con el dinero, y escapó junto con Studd.

- Wendi Richter (con Cyndi Lauper) derrotó a Leilani Kai (con The Fabulous Moolah) y ganó el Campeonato Femenino de la WWF (6:12)[2]
  - Richter cubrió a Kai después de revertirle un «Flying Bodypress» en un «pin».[2]
  - Este es el primer combate de la división femenina en WrestleMania.
  - Durante la lucha Lauper interfirió a favor de Ritcher mientras que Fabulous Moolah a favor de Kai.
  - Después de la lucha Moolah & Kai atacaron a Ritcher, pero fueron detenidas por Lauper y el cuerpo de seguridad.

- Mr. T & Hulk Hogan (con Jimmy Snuka) derrotaron a Roddy Piper & Paul Orndorff (con Bob Orton) (con Muhammad Ali y Pat Patterson como árbitros especiales invitados) (13:13)[2]
  - Hogan cubrió a Orndorff después de que Orton le aplicara accidentalmente un «Double Axe Handle».[2]
  - Después de la lucha, Piper atacó a Patterson.[2]

### Otros roles
Comentaristas
- Jesse Ventura
- Gorilla Monsoon

Entrevistadores
- Gene Okerlund
- Lord Alfred Hayes

Anunciadores
- Howard Finkel

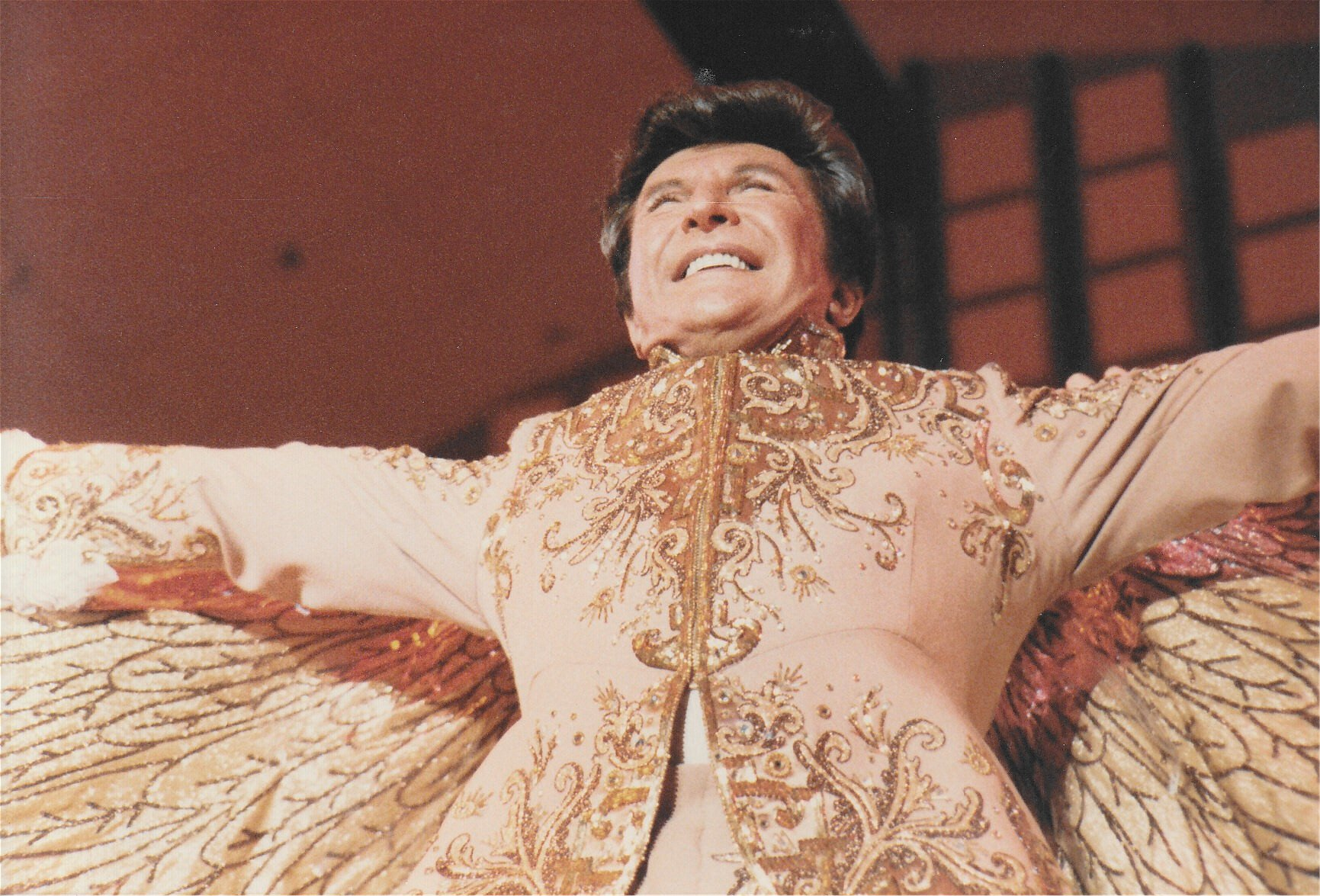
Liberace, invitado especial del evento.

- Billy Martin - en el evento central

Árbitros
- Jack Lotz
- Dick Kroll
- Joey Marella
- Pat Patterson

Invitados especiales
- Liberace

## Consecuencias
Aproximadamente tres meses después de WrestleMania, Nikolai Volkoff & Iron Sheik perdieron de vuelta el Campeonato en Parejas de la WWF con The U.S. Express. Sin embargo, Brutus Beefcake & Greg Valentine, quienes pasaron a ser conocidos como Dream Team, se transformaron en campeones al derrotar a The U.S. Express, e iniciaron una rivalidad con The British Bulldogs (Davey Boy Smith & Dynamite Kid). Valentine por su parte perdió el Campeonato Intercontinental frente Tito Santana tras WrestleMania, casi un año después de que el feudo entre ambos comenzara.
Después de que Andre the Giant derrotó a Big John Studd en el evento, el último se unió a King Kong Bundy, enfrentándose a Andre & Hulk Hogan en numerosas ocasiones. Posteriormente, Studd & Bundy enfrentaron a Andre en varios handicap matches, lo que reactivó la rivalidad entre Andre y Studd.
A fines de 1985, The Fabulous Moolah derrotó a Wendi Richter y ganó el Campeonato Femenino de la WWF de manera polémica. Moolah, quien luchó enmascarada bajo el nombre de «The Spider Lady», ganó el combate y el campeonato tras convencer a un árbitro de revertir el resultado a su favor, pero Richter ignoraba que debía perder el combate. Richter abandonó la WWF poco después, mientras que Moolah retuvo el campeonato por aproximadamente dos años.
En una nueva storyline posterior a WrestleMania, Roddy Piper comenzó a entrenar a Bob Orton como boxeador. Mr. T aceptó un desafío para enfrentar a Orton en una edición de Saturday Night's Main Event, donde salió victorioso, pero fue atacado por Orton y Piper tras la lucha, lo cual llevó a un combate de boxeo entre Mr. T y Piper en WrestleMania 2. En dicho evento, Piper fue descalificado en la tercera ronda.

## Recepción
John Powell, editor de SLAM! Wrestling, calificó al evento como regular, citando que «no fue el mejor...». A pesar de esta calificación, Powell destacó varios momentos, incluyendo cuando Orton golpeó a Orndorff con su escayola, el triunfo en 29 segundos de King King Bundy y cuando Andre the Giant lanzó dinero al público. Sin embargo, Powell declaró que el momento menos favorito de la noche fue cuando Mr. T luchó. El evento principal fue más humorístico que centrado en la lucha en si, según el reporte de SLAM!
En contraste, Pro Wrestling Illustrated le otorgó al evento principal el premio PWI Match of the Year («Mejor Lucha del Año»), según una votación realizada por fanáticos. MSG Network emitió un especial en 2007 titulado «Los 50 mejores momentos del Madison Square Garden» y ubicó a WrestleMania en el lugar 30. En la edición de diciembre de 2002 de Wrestling Digest, el evento central se ubicó en el lugar 5 dentro de los 25 combates más destacados de los últimos 25 años. Al igual que John Powell, Kevin Eck de Wrestling Digest declaró que «La lucha en si estuvo lejos de ser un clásico de lucha técnica, pero logró su objetivo en términos de entretenimiento».